# Benthophilus
Benthophilus és un gènere de peixos de la família dels gòbids i de l'ordre dels perciformes.

## Taxonomia
- Benthophilus abdurahmanovi Ragimov, 1978)
- Benthophilus baeri (Kessler, 1877)
- Benthophilus casachicus (Rahimov, 1978)
- Benthophilus ctenolepidus (Kessler, 1877)
- Benthophilus durrelli (Boldyrev & Bogutskaya, 2004)
- Benthophilus granulosus (Kessler, 1877)
- Benthophilus grimmi (Kessler, 1877)
- Benthophilus kessleri (Berg, 1927)
- Benthophilus leobergius (Berg, 1949)
- Benthophilus leptocephalus (Kessler, 1877)
- Benthophilus leptorhynchus (Kessler, 1877)
- Benthophilus macrocephalus (Pallas, 1788)
- Benthophilus magistri (Iljin, 1927)
- Benthophilus mahmudbejovi (Ragimov, 1976)
- Benthophilus nudus (Berg, 1898)
- Benthophilus pinchuki Ragimov, 1982
- Benthophilus ragimovi (Boldyrev & Bogutskaya, 2004)
- Benthophilus spinosus (Kessler, 1877)
- Benthophilus stellatus (Sauvage, 1874)
- Benthophilus svetovidovi (Pinchuk & Rahimov, 1979)[2][3][4][5][6][7][8]